# Роман, Петре
Пе́тре Ро́ман (рум. Petre Roman; род. 22 июля 1946, Бухарест) — румынский политический и государственный деятель, активный деятель Румынской революции 1989 года, в дальнейшем в разные годы занимавший посты премьер-министра (1989—1991), президента Сената (1996—1999), министра иностранных дел Румынии (1999—2000).

## Биография
В 1963 году он был принят на энергетический факультет Политехнического института Бухареста, который окончил в 1968 году и начал работать руководителем отдела повышения квалификации в Управлении гидроэлектростанций. В 1968 году стал ассистентом энергетического факультета Политехнического института Бухареста, в 1976 году — заведующим кафедрой гидравлики и гидравлических машин энергетического факультета, затем доцентом.
В 1970 году выиграл конкурс на получение докторской стипендии в Университете Тулузы (Франция). В 1971 году получил степень магистра «Diplome d’Etudes Approfondies», в марте 1974 года защитил в Тулузе докторскую диссертацию по теме «Естественная аэрация свободно текущих потоков».
Преподавал в трёх университетах Тулузы (Высший институт аэронавтики и космоса (Тулуза); Высшая школа электроники, информатики и гидравлики; Университет «Поль Сабатье» (Тулуза 3)).
Занимался созданием новых исследовательских лабораторий и проводил исследования явлений смешения в водотоках загрязняющих веществ, сбрасываемых промышленными водами вдоль румынского течения Дуная. Провёл исследования и построил пилотную установку для гидравлического транспорта руды в горнодобывающей промышленности.

## Участие вреволюции 1989 годаи политическая деятельность

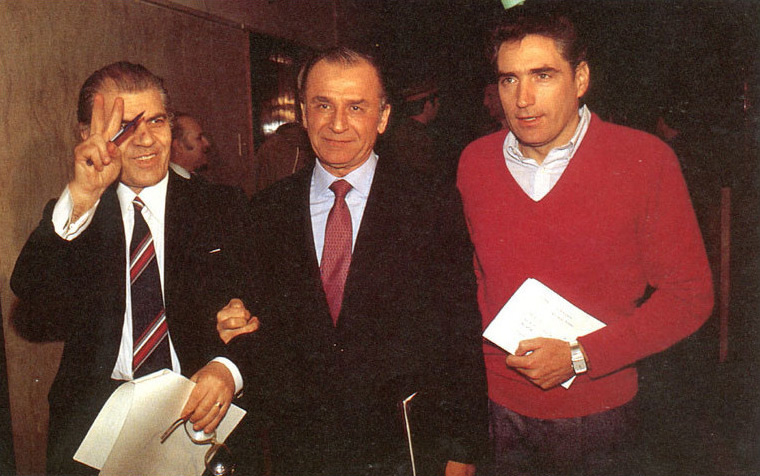
Думитру Мазилу, Ион Илиеску и Петре Роман, фактические лидеры Фронта национального спасения (23 декабря 1989)

После начала волнений, с 21 декабря, участвовал в строительстве баррикад в Бухаресте. 22 декабря выступил с первой Декларацией против диктатуры Н. Чаушечку с балкона здания Центрального Комитета компартии. Также 22 декабря он стал членом Временного совета Фронта национального спасения (ФНС), созданного для координации революционного процесса и установления демократии. Был одним из членов группы, занявшей румынское телевидение, по которому провозгласил основание ФНС. С первых дней революции стал одним из её лидеров.
Занимал пост премьер-министра Румынии с 26 декабря 1989 до октября 1991 года, ушёл в отставку после протестных выступлений шахтёров во главе с Мироном Козмой. Был первым премьер-министром, свободно избранным парламентом посткоммунистической Румынии, его программа правления была одобрена при этом единогласно (программа была основана на «Очерке стратегии рыночной экономики в Румынии», разработанного более чем 1200 румынскими специалистами из всех областей деятельности и вкладом около 400 иностранных специалистов). 20 мая 1990 года был избран депутатом парламента по спискам ФСН на первых свободных выборах.
По инициативе его правительства было принято более 100 законов, в том числе пакет, установивший механизмы рыночной экономики в стране, а также основы демократических институтов и правления закона. Среди них — Закон о преобразовании государственных предприятий в коммерческие компании, Закон о недобросовестной конкуренции, Закон о земле (который восстановил частную собственность примерно на 82 % общей площади сельскохозяйственных угодий), Закон об иностранных инвестициях, Закон о сельскохозяйственных компаниях и других формах ассоциаций в сельском хозяйстве, Закон о социальной защите безработных и их профессиональной реинтеграции, Закон о найме сотрудников и постановления правительства о стимулировании деятельности частных экономических агентов, компьютеризации, либерализация цен и тарифов. В августе 1991 года был принят Закон № 58 о приватизации государственных коммерческих предприятий, который в то время считался наиболее эффективным среди всех бывших социалистических стран.
1 ноября 1990 года была осуществлена либерализация цен на значительное количество потребительских товаров. Второй этап либерализации цен, за исключением электроэнергии, хлеба и молока, состоялся 1 апреля 1991 года.
В социальной области правительство занялось, в частности, продажей населению жилья, построенного за счет государственных средств (более 80 % граждан, живших в арендованном у государства жилье, стали собственниками); предоставлением жилищных ссуд молодым людям, состоящих в браке; мерами по реституции социальных паёв, представленных работникам государственных хозяйств; мерами по электрификации всех населенных пунктов страны; мерами по улучшению деятельности по защите, обучению и оздоровлению детей и молодежи с ограниченными возможностями и сирот; модернизацией дорог и строительством автомагистралей; улучшением снабжения водой и природным газом, электрификацией.
В марте 1991 года правительству удалось заключить с МВФ соглашение о резервном кредитовании, которое заложило основу для новой макроэкономической политики Румынии. Также П. Роман занимался укреплением связей Румынии со странами евроатлантического пространства. В июне 1990 года он направил Генеральному секретарю НАТО запрос на установление прямых отношений НАТО—Румыния и одобрение аккредитации румынского посла при Генеральном командовании НАТО. 22 октября 1990 года он подписал Соглашение о торгово-экономическом сотрудничестве с ЕЭС. 23 октября 1990 года в штаб-квартире НАТО в Брюсселе он выразил своё негативное отношение к Организации Варшавского договора. Из-за его вмешательства блокировалось ратификация Румынского договора с СССР, подписанного президентом Румынии в Москве 5 апреля 1991 года, содержащего двусмысленные положения относительно обязательств Румынии в области безопасности.
Препятствиями в реформировании ему виделись слишком сильная централизация, коррупция на высоких уровнях власти, устаревший посткоммунистический менталитет и невысокие темпы экономических реформ.
В период с 1992 по 1996 год был председателем Комиссии по обороне, общественному порядку и национальной безопасности Палаты депутатов.
Позднее — сенатор и президент сената Румынии (1996—1999), министр иностранных дел Румынии (1999—2000). Был сторонником ускорения интеграции Румынии в Европейский Союз. В 2000—2004 годах вновь сенатор, в 2012—2016 — член Палаты депутатов
Баллотировался на пост президента страны в 1996 (получил 20,53 % голосов, заняв третье место), 2000 (2,98 % голосов, 6-е место) и 2004 годах (1,34 % голосов, 7-е место).
В 2004 году, после выхода из Демократической партии, основал и возглавил партию «Демократическая сила» (в 2012 партия объединилась с Национальной либеральной партией).
С июня 2017 года находится под судом по обвинениям в преступлениях против человечности вместе с бывшим президентом страны Ионом Илиеску, бывшим вице-премьером Джелу Войканом Войкулеску, бывшим главой спецслужбы Вирджилом Мэгуряну и бывшим лидером профсоюза шахтёров Мироном Козмой.
Начиная политическую деятельность как левый социалист, постепенно перешёл к центристским, а затем консервативно-либеральным взглядам.

## Внеполитическая деятельность после революции
С 1990 года был профессором университета, а в апреле 2000 года получил звание почётного доктора Кишиневского технического университета (Молдова). Он является членом Международной ассоциации гидравлических исследований (IAHR).
Опубликовал более 100 научных работ (статей, заметок и книг) в стране и за рубежом. Некоторые из них сохраняют свою научную актуальность, например, связанные с изучением эффектов сброса горячей воды на АЭС Чернаводэ, модели моделирования турбулентности с приложениями в прогнозировании загрязняющих струй и самоочистки городских канализаций, модели прогнозирования волн и наводнений.
Имеет государственные награды Румынии, Дании, Франции, Португалии, Аргентины, Колумбии, Уругвая и Эквадора.

## Семья
- Отец — Вальтер Роман (урожденный Эрнё Нойландер), выходец из Трансильвании еврейского происхождения, деятель международного революционного движения, участник гражданской войны в Испании, генерал-майор румынской армии, начальник Главного политического управления армии Румынской Народной Республики в 1947—1951, министр почт и телекоммуникаций в 1951—1953.
- Мать — испанка Ортенсия Вальехо (Hortensia Vallejo), коммунистическая активистка из испано-баскской католической семьи, директор испанского отдела Международного Радио Румынии.
- Брат Рауль, сёстры Мирелла и Кармен.
- Первая жена (в 1974—2007 годах) — Миора Джорджеску (Mioara Georgescu), дочь бывшего посла Румынии в Швейцарии; от этого брака имеется дочь Оана.
- Вторая жена (с 2009 года) — Сильвия Чифириуч (1972 г. р.).

## Награды
- Медаль «Румынская революция декабря 1989 года» (13 декабря 1991 года)[2]